# Music for the Masses
Albums de Depeche Mode
Black Celebration
(1986) 101
(1989)
Singles
1. Strangelove
Sortie : 13 avril 1987
2. Never Let Me Down Again
Sortie : 24 août 1987
3. Behind the Wheel
Sortie : 28 décembre 1987
4. Little 15
Sortie : 6 mai 1988

Music for the Masses est le sixième album studio du groupe anglais Depeche Mode, sorti en 1987.
Cet album, le seul du groupe enregistré en France (au Studio Guillaume Tell à Suresnes), contient les tubes internationaux Never Let Me Down Again, Strangelove et Behind the Wheel. Il a été produit par David Bascombe.

## Sortie
C'est le premier album du groupe à bénéficier d'une sortie en CD simultanément à la sortie en disque vinyle. Il peut être considéré comme l'album qui donna à Depeche Mode une vraie envergure internationale, renforçant le succès que le groupe rencontrait déjà en Europe continentale (dans des pays comme la France, l'Allemagne, l'Italie ainsi qu'en Scandinavie) et lui offrant surtout une véritable reconnaissance en Amérique du Nord, où Depeche Mode devint alors incontournable ; ce statut sera renforcé avec l'album studio suivant, Violator.
L'album s'est classé à la 10e place des charts britanniques, en 35e position aux États-Unis dans le Billboard 200, il a été n°7 en France, n°4 en Suède, en Suisse et n°2 en Allemagne.
L'album est cité dans l'ouvrage de référence de Robert Dimery 1001 albums qu'il faut avoir écoutés dans sa vie.

## Liste des morceaux
- Toutes les chansons sont écrites par Martin L. Gore à part Route 66 qui est une reprise du classique du rock (Get Your Kicks On) Route 66 écrit par Robert W. Troup Jr. en 1946 ; et Moonlight Sonata, un classique du piano de Beethoven, joué ici par Alan Wilder.
- Dave Gahan est le chanteur principal de toutes les chansons à part The Things You Said et I Want You Now, chantées par Martin Gore. Cependant, les chœurs de Gore peuvent être entendus sur l'album entier. Pimpf et Agent Orange sont instrumentales.

### Édition de 1987
1. Never Let Me Down Again – 4:47
2. The Things You Said – 4:02
3. Strangelove – 4:56
4. Sacred – 4:47
5. Little 15 – 4:18
6. Behind the Wheel – 5:18
7. I Want You Now – 3:44
8. To Have and to Hold – 2:51
9. Nothing – 4:18
10. Pimpf – 5:25

#### Titres bonus des versions CD et cassette
1. Agent Orange – 5:05
2. Never Let Me Down Again Aggro Mix – 4:55
3. To Have and to Hold [Spanish Taster] – 2:34
4. Pleasure, Little Treasure (Glitter Mix) – 5:36

Pimpf contient un morceau caché qui s'intitule Interlude #1 - Mission Impossible.

### Album remastérisé de 2006
Référence catalogue : Mute: DM CD 6 (CD/SACD + DVD) / CDX STUMM 47 (CD/SACD)
- Le disque 1 est un hybride SACD/CD.
- Le disque 2 est un DVD contenant Music for the Masses en DTS 5.1, Dolby Digital 5.1 et PCM Stereo, et des bonus.

1. Never Let Me Down Again – 4:47
2. The Things You Said – 3:55
3. Strangelove – 4:38
4. Sacred – 5:01
5. Little 15 – 4:14
6. Behind the Wheel – 5:17
7. I Want You Now – 3:28
8. To Have and to Hold – 3:08
9. Nothing – 4:12
10. Pimpf – 3:56

#### Pistes Bonus (en PCM Stereo)
1. Agent Orange – 5:05
2. Pleasure, Little Treasure – 2:53
3. Route 66 – 4:11
4. Stjarna – 4:25
5. Sonata No.14 in C#m (Moonlight Sonata) – 5:36

#### Mixes Bonus 5.1 (DTS 5.1, Dolby Digital 5.1 and PCM Stereo)
1. Agent Orange – 5:31
2. Never Let Me Down Again Aggro Mix – 4:58
3. To Have And to Hold [Spanish Taster] – 2:36
4. Pleasure, Little Treasure (Glitter Mix) – 5:38

#### Bonus
1. Depeche Mode 87-88 (Sometimes You Do Need Some New Jokes), documentaire vidéo de 37 minutes

## Singles
- Strangelove / Pimpf (13 avril 1987)
- Never Let Me Down Again / Pleasure Little Treasure (24 août 1987)
- Behind the Wheel / Route 66 (28 décembre 1987)
- Little 15 / StJarna (16 mai 1988)

## Classements et certifications
| Classement / pays (1987/2013)    | Meilleure position |
| -------------------------------- | ------------------ |
| Autriche                         | 16                 |
| France                           | 7                  |
| Allemagne - Media Control Charts | 2                  |
| Hongrie - Mahasz                 | 36                 |
| Italie                           | 7                  |
| Pays-Bas                         | 37                 |
| Espagne                          | 1                  |
| Suède                            | 4                  |
| Suisse                           | 4                  |
| Royaume-Uni (UK Albums Chart)    | 10                 |
| États-Unis - Billboard 200       | 35                 |

| Pays              | Certification | Ventes certifiées |
| ----------------- | ------------- | ----------------- |
| Allemagne (BVMI)  | Or            | 250 000           |
| États-Unis (RIAA) | Platine       | 1 000 000         |
| France (SNEP)     | Platine       | 400 000           |
| Royaume-Uni (BPI) | Argent        | 60 000            |